# Chiwetel Ejiofor
Chiwetel Umeadi Ejiofor (Londres, 10 de julio de 1977) es un actor y director británico con una larga trayectoria tanto en cine y televisión como en teatro. Estuvo nominado al Óscar por su interpretación en la película 12 años de esclavitud (2013).

## Biografía
Ejiofor nació en Londres, Inglaterra, en el barrio de Forest Gate, hijo de padres nigerianos. Empezó a aparecer en obras de teatro en la escuela a los trece años. Obtuvo una beca para estudiar en la Academia Londinense de Música y Arte Dramático (LAMDA). Debutó en la gran pantalla en 1997 en Amistad, de Steven Spielberg.
Ha ganado el premio Laurence Olivier al mejor actor teatral por su papel de Otelo en 2008. También fue nominado al Premio Orange a la estrella emergente de los Premios BAFTA. Ha intervenido en Pisando fuerte, que abrió el Festival de Sundance 2006. En 2007 terminó de rodar Tonight at Noon, junto a Connie Nielsen y Lauren Ambrose, una película independiente dirigida por Michael Almereyda.
En 2009 Ejiofor fue uno de los protagonistas de la famosa película estadoudounidense 2012 de Roland Emmerich. En 2011 protagonizó la serie británica The Shadow Line.
Fue elegido Notable Recién Llegado por el London Evening Standard, por su interpretación en la obra de teatro Blue/Orange. También por la misma obra, fue galardonado con el Premio Jack Tinker de la Crítica Teatral Londinense al Actor Más Prometedor, y fue nominado al Premio del Teatro Laurence Olivier al Mejor Actor Secundario. En 2003 fue nominado a mejor actor por la Asociación de Críticos de la Zona de Washington por su interpretación en Dirty Pretty Things.

## Filmografía
| Año  | Título                                       | Papel                   | Notas                          |
| ---- | -------------------------------------------- | ----------------------- | ------------------------------ |
| 1996 | Deadly Voyage                                | Ebow                    | TV                             |
| 1997 | Amistad                                      | Ensign Covey            |                                |
| 1999 | G:MT Greenwich Mean Time                     | Rix                     |                                |
| 2000 | It Was an Accident                           | Nicky Burkett           |                                |
| 2001 | Mind Games                                   | Tyler Arnold            | TV                             |
| 2001 | My Friend Soweto                             | Soweto                  |                                |
| 2001 | Murder in Mind                               | DS McCorkindale         | TV Episodio "Teacher"          |
| 2002 | Dirty Pretty Things                          | Okwe                    |                                |
| 2003 | Trust                                        | Ashley Carter           | TV 6 episodios                 |
| 2003 | Noche de reyes                               | Orsino                  |                                |
| 2003 | 3 Blind Mice                                 | Mark Hayward            |                                |
| 2003 | Love Actually                                | Peter                   |                                |
| 2003 | Canterbury Tales                             | Paul                    | TV Episodio: The Knight's Tale |
| 2004 | She Hate Me                                  | Frank Wills             |                                |
| 2004 | Tierra de sangre                             | Alex Mpondo             |                                |
| 2004 | Melinda y Melinda                            | Ellis Moonsong          |                                |
| 2005 | Cuatro hermanos                              | Victor Sweet            |                                |
| 2005 | Serenity                                     | The Operative           |                                |
| 2005 | Slow Burn                                    | Ty Trippin              |                                |
| 2005 | Kinky Boots                                  | Lola                    |                                |
| 2006 | Inside Man                                   | Detective Bill Mitchell |                                |
| 2006 | Children of Men                              | Luke                    |                                |
| 2006 | Tsunami: The Aftermath                       | Ian Carter              | TV                             |
| 2007 | Talk to Me                                   | Dewey Hughes            |                                |
| 2007 | American Gangster                            | Huey Lucas              |                                |
| 2007 | Tonight at noon                              | Lee                     |                                |
| 2008 | Redbelt                                      | Mike Terry              |                                |
| 2009 | Endgame                                      | Thabo Mbeki             |                                |
| 2009 | Masterpiece Contemporary                     |                         | TV Episodio: Endgame           |
| 2009 | 2012                                         | Adrian Helmsley         |                                |
| 2010 | Salt                                         | Peabody                 |                                |
| 2011 | The Shadow Line                              | Jonah Gabriel           | TV 7 episodios                 |
| 2013 | Dancing on the Edge                          | Louis                   | TV 6 episodios                 |
| 2013 | Phil Spector                                 | Mock Prosecutor         | TV                             |
| 2013 | Savannah                                     | Christmas Moultrie      |                                |
| 2013 | 12 Years a Slave                             | Solomon Northup         |                                |
| 2013 | Half of a Yellow Sun                         | Odenigbo                |                                |
| 2015 | Z for Zachariah                              | Loomis                  |                                |
| 2015 | Triple 9                                     | Michael Atwood          |                                |
| 2015 | The Secret in Their Eyes                     | Ray Kasten              |                                |
| 2015 | The Martian                                  | Vincent Kapoor          |                                |
| 2015 | National Theatre Live: Everyman              | Everyman                |                                |
| 2016 | Doctor Strange                               | Karl Mordo              |                                |
| 2018 | Come Sunday                                  | Carlton Pearson         |                                |
| 2018 | María Magdalena                              | Pedro                   |                                |
| 2019 | El rey león                                  | Scar (voz)              |                                |
| 2019 | El niño que domó el viento                   | Trywell Kamkwamba       |                                |
| 2019 | Maleficent: Mistress of Evil                 | Conall                  |                                |
| 2020 | The Old Guard                                | James Copley            |                                |
| 2021 | Infinite                                     | Ted                     |                                |
| 2022 | Doctor Strange en el multiverso de la locura | Karl Mordo              |                                |
| 2024 | Venom: The Last Dance                        | Rex Strickland          |                                |
| 2025 | Bridget Jones: Mad About the Boy             | Mr. Wallaker            |                                |
| 2025 | The Old Guard 2                              | James Copley            |                                |

## Premios y nominaciones
Premios Óscar
| Año  | Categoría   | Trabajo nominado | Resultado |
| ---- | ----------- | ---------------- | --------- |
| 2014 | Mejor actor | 12 Years a Slave | Nominado  |

Globo de Oro
| Año  | Categoría                            | Trabajo nominado       | Resultado |
| ---- | ------------------------------------ | ---------------------- | --------- |
| 2006 | Mejor actor - Comedia o musical      | Kinky boots            | Nominado  |
| 2006 | Mejor actor - Miniserie o telefilme  | Tsunami: The Aftermath | Nominado  |
| 2013 | Mejor Actor - Drama                  | 12 Years a Slave       | Nominado  |
| 2013 | Mejor actor de miniserie o telefilme | Dancing on the Edge    | Nominado  |

Premios BAFTA
| Año  | Categoría                             | Trabajo nominado                      | Resultado |
| ---- | ------------------------------------- | ------------------------------------- | --------- |
| 2008 | Premio Orange a la estrella emergente | Premio Orange a la estrella emergente | Nominado  |
| 2013 | Mejor Actor                           | 12 Years a Slave                      | Ganador   |

Premios del Sindicato de Actores
| Año  | Categoría     | Trabajo nominado  | Resultado |
| ---- | ------------- | ----------------- | --------- |
| 2008 | Mejor reparto | American Gangster | Nominado  |
| 2013 | Mejor actor   | 12 Years a Slave  | Nominado  |